# Erwin Fuchsbichler
Erwin Fuchsbichler est un footballeur autrichien né le 27 mars 1952 à Kapfenberg.

## Carrière
- 1969-1970 : Kapfenberger SV  Autriche
- 1970-1973 : Rapid Vienne  Autriche
- 1974-1988 : SK VÖEST Linz  Autriche
- 1988-1989 : SK Vorwärts Steyr  Autriche

## Sélections
- 4 sélections et 0 but avec l'équipe d'Autriche en 1978.